# RIKEN MDGRAPE-3
RIKEN MDGRAPE-3 est un superordinateur développé par le RIKEN.
Il est composé de 201 unités de 24 puces MDGRAPE-3 (soit 4 808 au total), ainsi que de processeurs Intel Dual-Core Xeon (dits Dempsey) qui servent de machines-hôtes.
En juin 2006, le RIKEN a annoncé l'achèvement de la construction de cet ordinateur qui atteint le PetaFLOPS (1015 FLOPS), soit trois fois la puissance du superordinateur le plus rapide du moment, le BlueGene/L d'IBM. Cependant, RIKEN MDGRAPE-3 n'étant pas capable d'exécuter le test de performance Linpack, il ne peut pas être classé dans le TOP500.
Cet ordinateur est utilisé pour la prédiction des structures spatiales des protéines, dans le domaine pharmaceutique.